# Barbara Mandrell
Barbara Ann Mandrell, född 25 december 1948 i Houston, Texas, är en amerikansk sångerska och skådespelerska.
Mandrell, som växte upp i Los Angeles, Kalifornien, kommer från en mycket musikalisk familj.
Som femåring lärde hon sig läsa noter innan hon kunde läsa engelska och började spela dragspel.
När hon var elva år spelade hon steelgitarr och sjöng i en show i Las Vegas.
Hennes far, som sedan blev hennes manager, insåg att dottern var ämnad för en karriär inom musikbranschen. 1968 flyttade han med hela familjen till Countrymusikens Mekka, Nashville, och fyra månader senare hade Barbara tecknat kontrakt med skivbolaget Columbia. 
Det dröjde inte länge förrän hennes skivor toppade hitlistorna och 1972 blev hon medlem av Grand Ole Opry.
Mandrell spelar flera instrument - dragspel, steelgitarr, banjo och saxofon. 
Hon är först och främst en countrysångerska, men en del av hennes låtar är influerade av soul och rock. Bland hennes största hits märks Midnight Oil, Standing Room Only och Married But Not To Each Other. I början på 1980-talet hade hon en TV-show tillsammans med sina två systrar, som även visades på svensk TV. 
I slutet på 1990-talet hade hon några TV-filmroller.

## Diskografi (i urval)
Sudioalbum
- Treat Him Right (1971)
- A Perfect Match  (1972) (med David Houston)
- The Midnight Oil (1973)
- This Time I Almost Made It (1974)
- This Is Barbara Mandrell (1976)
- Midnight Angel (1976)
- Lovers, Friends and Strangers (1977)
- Love's Ups and Downs (1977)
- Moods (1978)
- Just for the Record (1979)
- Love Is Fair (1980)
- ...In Black & White (1982)
- He Set My Life to Music (1982)
- Spun Gold (1983)
- Clean Cut (1984)
- Get to the Heart (1985)
- Moments (1986)
- Sure Feels Good (1987)
- I'll Be Your Jukebox Tonight (1988)
- Morning Sun (1990)
- No Nonsense (1990)
- Key's in the Mailbox (1991)
- Acoustic Attitude (1994)
- It Works for Me (1997)

Hitsinglar (#1 på Billboard Hot Country Songs)
- 1978 – "Sleeping Single in a Double Bed"
- 1979 – "(If Loving You Is Wrong) I Don't Want to Be Right"
- 1979 – "Years"
- 1981 – "I Was Country When Country Wasn't Cool"
- 1983 – "One of a Kind Pair of Fools"